# Dynamic Spectrum Management
Dynamic Spectrum Management (DSM) è un insieme di tecniche basate su concetti teorici di teoria dell'informazione e teoria dei giochi che si sta studiando e sviluppando per migliorare le prestazioni delle comunicazione di rete. I concetti del DSM richiamano anche i principi di Cross-layer optimization, intelligenza artificiale, Apprendimento automatico, ecc. È stato recentemente reso realizzabile dalla sviluppo di processori sufficientemente potenti, sia a livello server e che di terminali, da poter gestire Software defined radio.

## Descrizione
Queste tecniche vengono anche chiamate ottimizzazione cooperativa. 
Risulta essere più comunemente applicata per l'ottimizzazione delle prestazioni rete delle linee DSL (ITU G.992.1 DSL). Un altro possibile campo di applicazione del DSM è la Cognitive Radio.
Principi importanti e comuni del DSM sono: 
1. Link adaptation
2. Gestione dinamica dalla banda
3. MIMO multi utente
4. cancellazione della pre-interferenza stimata
5. Link aggregation o bonding del canale

## DSM nel Digital Subscribers Loop
Il DSM può essere introdotto sulla ordinaria rete telefonica in rame 'riducendo o eliminando crosstalk, interferenze e near-far problem all'interno di una rete DSL con particolare interesse per quelle linee DSL che sono vicine tra loro in un cavo .